# Ібукі
Ібукі (яп. いぶき, Ібукі, Дихання) — супутник дистанційного зондування Землі, перший у світі космічний апарат, завданням якого є моніторинг парникових газів. Також супутник відомий як The Greenhouse Gases Observing Satellite («Супутник для моніторингу парникових газів»), скорочено GOSAT. «Ibuki» обладнано інфрачервоними датчиками, які визначають густину вуглекислого газу і метану в атмосфері. Всього на супутнику встановлено сім різноманітних наукових приладів. «Ibuki» розроблений японським космічним агентством JAXA і запущений 23 січня 2009 року з космодрому Танегасіма. Запуск було здійснено за допомогою японської ракети-носія H-IIA.
Дані з супутника будуть використовуватися Міністерством довкілля Японії і Національним інститутом екологічних досліджень для контролю над дотриманням положень погодження із скорочення викидів в атмосферу газів, що сприяють розвитку парникового ефекту. Також дані будуть доступні для НАСА та інших космічних і наукових організацій в різних країнах.